# Walter Casagrande
Walter Casagrande (15 d'abril de 1963) és un exfutbolista brasiler.

## Selecció del Brasil
Va formar part de l'equip brasiler a la Copa del Món de 1986.